# Schmalturm

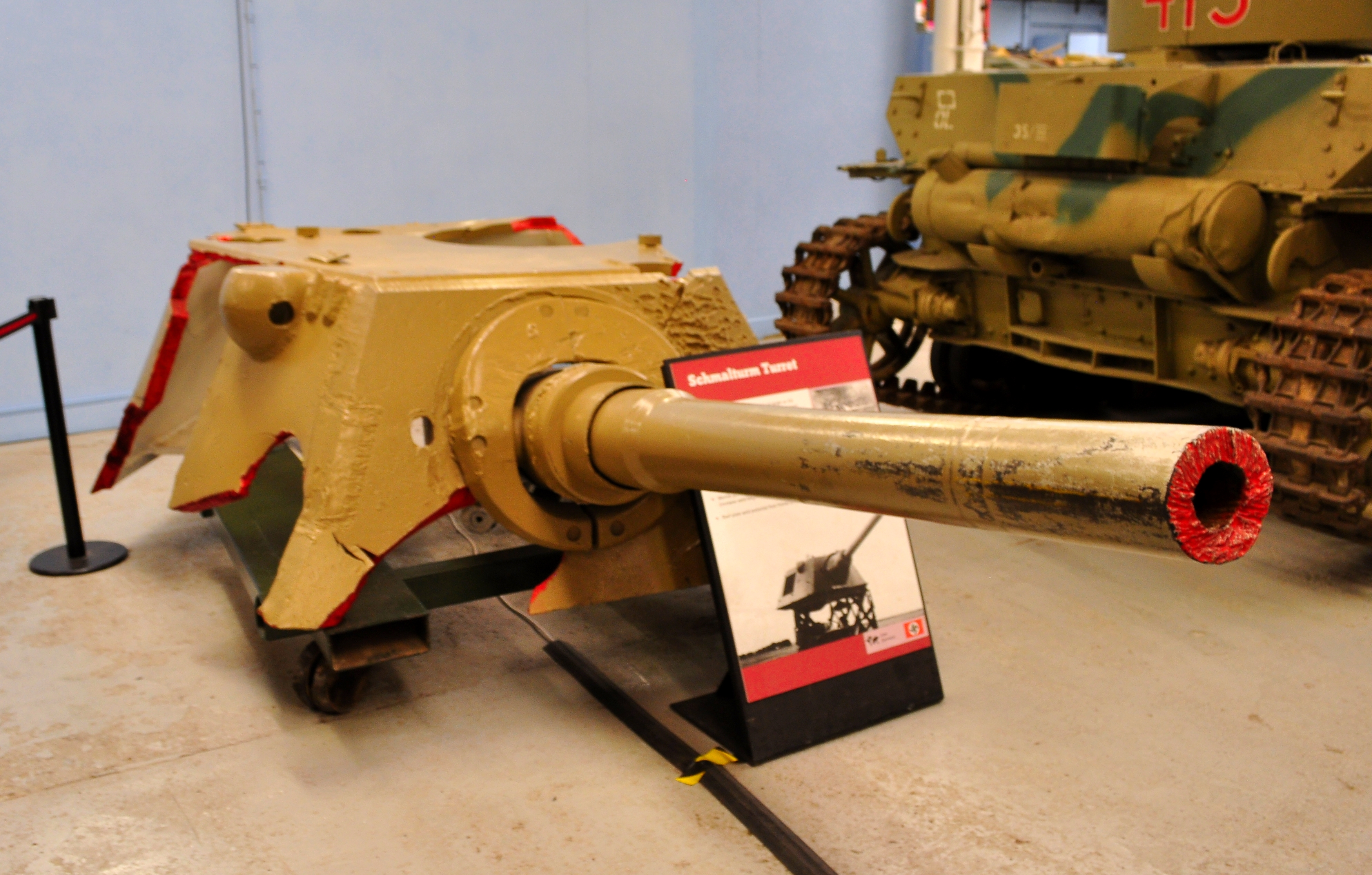
Torreta Schmalturm parcialmente destruida en el Museo de Tanques de Bovington

Schmalturm fue una torreta de tanque de la Alemania nazi diseñada para ser instalada en el tanque medio Panzer V Ausf. B Panther II y también en el VK 30.02 DB, un prototipo de tanque medio. La forma de la torreta se asemejaba a la torreta montada en los tanques T-34 soviéticos. Presentaba un frontis estrecho para maximizar su protección, lo que a la vez reducía su peso. Era más ligera y fácil de producir que la torreta estándar del Panther. La torreta presentaba un telémetro estereoscópico con lentes a cada lado de la torreta, ubicados en bultos de forma esférica. El diseño Schmalturm nunca fue producido en serie. 
- Datos: Q2245802
- Multimedia: Schmalturm / Q2245802